# آیتور انرناندز
آیتور انرناندز (اسپانیایی: Aitor Hernández‎؛ زادهٔ ۲۴ ژانویهٔ ۱۹۸۲) دوچرخه‌سوار اهل اسپانیا است. وی در مسابقات تور دو فرانس و جیرو دیتالیا شرکت کرده است.